# Lilla Tofösingen
Lilla Tofösingen är en sjö i Borås kommun i Västergötland och ingår i Viskans huvudavrinningsområde.